# Västbosniens flagga

Republiken Västbosniens flagga (1995).

1993-1995

Västbosniens flagga var den officiella flaggan för den autonoma provinsen Västbosnien, som existerade mellan 1993 och 1995.
Den första flaggan antogs efter september 1993, då området runt Velika Kladuša utropat den autonoma provinsen Västbosnien under ledning av affärsmannen Fikret Abdić. Provinsen var befolkat med övervägande majoritet av muslimska bosniaker och var de jure en del av de muslimskkontrollerade områdena i nordvästra Bosnien och Hercegovina runt staden Bihać och trogna regeringen i Sarajevo. De facto allierade sig dock området med de serbledda Republika Srpska Krajina i Kroatien och Republika Srpska i Bosnien-Hercegovina, vilka omringade det lilla området som hölls av muslimerna. Abdić och hans anhängare lyckades uppnå en neutralitetsliknande status mellan samtliga inblandade parter i Bosnienkriget och Kroatienkriget och kunde således bedriva handel med alla sidor.
Den första flaggan som antogs grundade sig i Bosnien och Hercegovinas flagga med de traditionellt bosniakiska symbolerna med gyllene liljor på en blå bakgrund. I den vita mittranden lades dock tre blåa prickar till och ett bi fick kröna skölden som en symbol för rikedom.
Den 26 juli 1995 utropade dock provinsen självständighet under namnet republiken Västbosnien. Flaggan ändrades då och man övergick från den blåa färgen till grönt. Den ej internationellt erkända republikens existens blev dock kortvarig då kroatiska styrkor under operation Storm erövrade området och det självstyrande området upphörde att existera den 5 augusti 1995, bara tio dagar efter självständighetsförklaringen.